# Orde van Verdienste van Indochina
De Orde van Verdienste van Indochina (Frans: "L’Ordre du Mérite Indochinois") was een door de gouverneur van Indochina, de in Saigon residerende bestuurder van de protectoraten Vietnam, Cambodja, Laos, Tonkin-China, Annam en Cochinchine ingestelde orde van verdienste. Frankrijk beschikte over het Legioen van Eer en de zogenaamde koloniale orden, de ook door de Franse republiek verleende Orden van de Keizer van Vietnam en de Koning van Cambodja. Toch voldeden deze Orde van de Draak van Annam (Frans:"Ordre du Dragon d'Annam" (1886) en de Koninklijke Orde van Cambodja (Frans:"Ordre Royal du Cambodge") (1864) niet en stelde de gouverneur op 30 april 1900 een orde van verdienste in.
Verdienstelijke Indo-Chinezen die aan landbouw, handel, industrie en kunst hadden bijgedragen konden worden onderscheiden. De orde was niet voor Europeanen bestemd.
De orde behoorde niet tot de officiële Franse Koloniale Ridderorden en hield met de koloniale overheersing op te bestaan.

## De drie rangen van de orde
- De Eerste Klasse - De Raad van de Orde verleende 15 gouden kleinoden van de orde die aan een lint met rozet op de linkerborst werden gedragen.
- De Tweede Klasse - De Raad van de Orde verleende 100 zilveren kleinoden van de orde die aan een lint op de linkerborst werden gedragen.
- De Derde Klasse - De Raad van de Orde verleende 500 bronzen kleinoden van de orde die aan een lint op de linkerborst werden gedragen.

## De versierselen van de orde

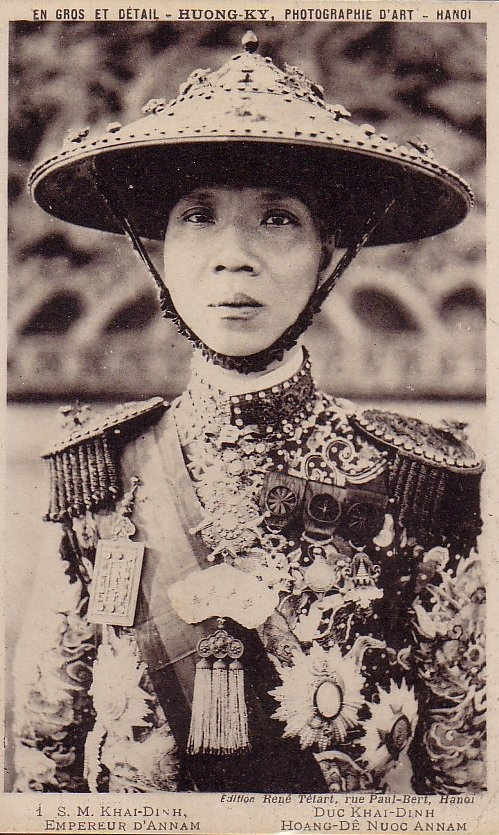
Keizer Khai-Dinh met de Ie Klasse op de borst

Het kleinood was een ster met zes bollen op de punten en Annamitische ideogrammen die met "Het is passend om je te ontwikkelen" kunnen worden vertaald. Op de ring daaromheen staat "INDOCHINE FRANCAISE". Voor- en keerzijde zijn gelijk. Het lint was oranje.